# アースサミット (競走馬)
アースサミット (Earth Summit) とはイギリスの競走馬である。史上初めてグランドナショナル、スコティッシュグランドナショナル、ウェルシュナショナルの3競走に優勝した。
デビューは1992年10月に行われたナショナルハントフラット。このシーズンはハードルで1勝を挙げたのみだったが、翌1993/94シーズンになると3マイル以上の長距離チェイスで実力を発揮するようになり、4月のスコティッシュグランドナショナルでは10ストーン(63.5kg)の軽ハンデもあり、2着のビショップズアイランドに14馬身差の圧勝で重賞初優勝となった。その後1995年1月に行われたピーターマーシュチェイス(G2)で重賞2勝目、1997年12月にはウェルシュナショナルを10ストーン13ポンド(69.4kg)で優勝した。
そして、1998年4月のグランドナショナルに初めて出走したアースサミットは、10ストーン5ポンド(65.8kg)のハンデで単勝8倍の1番人気となった。レースは不良馬場で行われ、2周目に入った段階で半数以上が脱落する厳しい展開となった。アースサミットは中段の外でレースを進め、2周目の序盤から先頭に並びかける。そして第27障害でグリーンヒルティアウェイが落馬すると、12ストーン(76.2kg)で出走していたサニーベイとのマッチレースとなったが、最後の直線に入るとこれを突き放し、11馬身の差をつけて優勝した。勝ちタイムは10分51秒1。出走馬37頭中完走は6頭だった。鞍上のルウェリン騎手は1992年のパーティポリティクス以来となる2勝目。調教師のツイストンデイビスは2002年のビンダリーで再び制すことになった。
翌1998/99シーズンは初戦のビーチャーチェイスこそ12ストーンのトップハンデで2着に16馬身差で勝利するが、2戦目のトミーウィットルチェイス(G2)では同斤量での出走となったサニーベイに3馬身半差の2着に敗れ、グランドナショナルでは11ストーン(69.9kg)の斤量で優勝したボビージョーから55馬身差の8着に終わった。その後1999年のウェルシュナショナルで9着に敗れ、これを最後に引退。2005年に肝臓ガンにより死亡した。